# LOVE n' ROLL !!
『LOVE n' ROLL !!』（ラブエンロール）は、paletの4枚目のアルバムであり、1枚目のオリジナルアルバム。2015年3月4日に日本コロムビアから発売された。

## 概要
リード曲「Run to the New Wind」は、伊秩弘将が作詞、小室哲哉が作曲した。衣装はPASSPO☆の増井みおが手掛けた。
『early works』以来2年ぶりの発売となる。Type-A、Type-Bの2タイプがある。Type-AにはDVDが付く。

## 特典
Type A 初回限定盤
CD + DVD + トレーディングカード全18種類ランダム封入（うち1種レアカード） + 素敵な賞品が当たる応募抽選券
Type B
CD + トレーディングカード全18種類ランダム封入（うち1種レアカード） + 素敵な賞品が当たる応募抽選券

## 収録曲
CD
1. LOVE n' ROLL!! [3:45]
（作詞：五十嵐桃、作曲：Aiji、編曲：spiral tunes）
2. Believe in Yourself ! [4:02]
（作詞：伊秩弘将、作曲・編曲：阿久津健太郎）
1stシングル表題曲
3. Run to the New Wind [5:19]
（作詞：伊秩弘将、作曲・編曲：小室哲哉）
  - 中京テレビ・日本テレビ系『ビックラコイタ箱』2月エンディングテーマ
4. VICTORY [4:04]
（作詞：伊秩弘将、作曲：林田健司、編曲：佐久間誠）
3rdシングル表題曲
5. You are My Miracle [4:31]
（作詞：柚木美祐、作曲：阿久津健太郎、編曲：佐久間誠）
2ndシングルカップリング曲
6. Glory Days [4:10]
（作詞：柚木美祐、作曲：伊秩弘将、編曲：佐久間誠）
3rdシングルType-A、Type-Bカップリング曲
7. ありがとう [4:16]
（作詞・作曲：伊秩弘将、編曲：佐久間誠）
8. キミノコト [3:43]
（作詞：すぅ、作曲：クボナオキ、編曲：クボナオキ・samfree）
9. Keep on Lovin' You [4:32]
（作詞：伊秩弘将、作曲・編曲：阿久津健太郎）
2ndシングル表題曲
10. Wonderful Girl [4:24]
（作詞：上中丈弥、作曲：馬飼野康二、編曲：DANCE☆MAN）
11. サマホリ〜Summer Holic〜 [5:08]
（作詞・作曲：Gajin、編曲：佐久間誠）
3rdシングルType-A、Type-Cカップリング曲
12. Shake My Soul [3:10]
（作詞・作曲・編曲：流田Project）
4thシングルカップリング曲
13. SNOW DISTANCE [5:09]
（作詞・作曲：伊秩弘将、編曲：佐久間誠）
4thシングル表題曲
14. LOVE WINTER MEMORIES [4:44]
（作詞・作曲：伊秩弘将、編曲：佐久間誠）
1stシングルカップリング曲
15. 恋桜 [5:14]
（作詞：渡瀬マキ、作曲：平川達也、編曲：清水信之）

### Type-A DVD
1. Run to the New Wind（Music Video）
2. Run to the New Wind（Making of Music Video）
3. Documentary of palet 2014